# Francesc Vilanova
Francesc "Tito" Vilanova i Bayó (17. september 1968 – 25. april 2014) var en spansk cheftræner for fodboldklubben F.C. Barcelona og tidligere fodboldspiller.
Vilanova havde også en fortid som spiller i Barcelona omend på et lavere niveau. Han var senere tilknyttet som træner på flere ungdomshold, indtil Josep Guardiola fik tilbudt jobbet som træner for klubbens B-hold. Sammen med "Pep" var han med til føre F.C. Barcelona til "The Treble" i deres første sæson, hvilket aldrig var sket før. Siden da vandt trænerteamet 14 trofæer fordelt på bl.a. Champions League, La Liga og Copa del Rey.
I sæsonen 2011/2012 annoncerede Guardiola sin afsked med klubben.
Tito Vilanova overtog fra sæsonen 2012-2013 cheftrænersædet i Barcelona, men måtte senere trække sig fra posten grundet kræftsygdom, som "Tito" døde af den 25. april 2014.